# Махнівка (Глобинська міська громада)
Махні́вка —  село в Україні, у Глобинській міській громаді Кременчуцького району Полтавської області. Населення становить 26 осіб (2011). До 2020 орган місцевого самоврядування — Пузиківська сільська рада. Окрім Махнівки сільській раді було підпорядковане село Пузикове. День села — 24 серпня.

## Географія
Село розташоване за 21 км від райцентру Глобине та за 3 км від села Пузикове. Знаходиться на лівому березі річки Сухий Омельник, вище за течією за 1 км розташоване село Пустовійтове, нижче за течією за 1 км розташоване село Зарічне, на протилежному березі — село Новий Виселок. Селом протікає пересихаючий струмок, на якому є ставок. Площа населеного пункту — 48 га.

## Історія
Село засноване в середині 18 століття.
У Національній книзі пам'яті жертв Голодомору 1932—1933 років в Україні вказано, що 21 житель Махнівки та 43 жителі Пузикового загинули від голоду.
12 червня 2020 року, відповідно до розпорядження Кабінету Міністрів України № 721-р «Про визначення адміністративних центрів та затвердження територій територіальних громад Полтавської області», село увійшло до складу Глобинської міської громади.
19 липня 2020 року, в результаті адміністративно - територіальної реформи та ліквідації Глобинського району, село увійшло до складу новоутвореного Кременчуцького району.

## Населення
Станом на 1 січня 2011 року населення становить 26 жителів, кількість дворів — 19. Кількість населення у селі змінювалась наступним чином:
| 2001 | 2011 |
| ---- | ---- |
| 63   | 26   |
|      | ▼    |

### Мова
Розподіл населення за рідною мовою за даними перепису 2001 року:
| Мова       | Кількість | Відсоток |
| ---------- | --------- | -------- |
| українська | 56        | 88.89%   |
| російська  | 7         | 11.11%   |
| Усього     | 63        | 100%     |

## Інфраструктура
Село газифіковане.